# Московська (станція метро, Самара)
53°12′10″ пн. ш. 50°09′35″ сх. д. / 53.20278° пн. ш. 50.15972° сх. д.
«Московська» (рос. Московская) — станція Самарського метрополітену на 1-й лінії між станціями «Гагарінська» та «Російська». Розташована у Залізничному районі Самари, на перетині Московського шосе і вулиці Юрія Гагаріна.
До 26 грудня 2007 року, до відкриття станції «Російська», була кінцевою станцією на лінії.

## Технічна характеристика
Конструкція станції — колонна трипрогінна мілкого закладення (глибина закладання — 16 м). Споруджена зі збірних залізобетонних конструкцій по спецпроєкту.

## Колійний розвиток
Станція без колійного розвитку. На першій головній колії за станцією побудована камера з'їздів (без залізничної колії) для майбутньої СЗГ з другою лінією.

## Вестибюлі
На станції побудований один вестибюль, обладнаний ескалаторами. Вихід на Московське шосе здійснюється через підземні переходи. Будівництво другого вестибюля під питанням.
Вихід у місто на Московське шосе, вулиці Гагаріна та Луначарського.

## Оздоблення
Підлога з бетонних конструкцій. Плафони знаходяться в поглибленнях арочної стелі. Замість стандартних колон на станції виконані аркові проходи, платформова частина перекрита типовими залізобетонними блоками, а центральний зал має склепінчасте бетонне перекриття. На невисокі колони, оздоблені червоним гранітом, спираються білосніжні арки, що утримують пружне вигнуте склепіння. Під склепінням в отворах між бетонними балками розташовані ажурні металеві прикраси золотистого кольору, за якими встановлені світильники. Колійні стіни оздоблені білим мармуром і облямовані знизу чорним каменем, а зверху — мармуром золотисто-жовтуватого відтінку, перегукуючись із темою оздоблення центрального залу.